# Kontraekonomi
Kontraekonomi är en ekonomisk teori och revolutionär metod som består av direkta åtgärder som utförs via den svarta eller grå marknaden. Som term användes den ursprungligen av de amerikanska libertarianska aktivisterna och teoretikerna Samuel Edward Konkin III och J. Neil Schulman. Den förra definierade det som studiet eller utövandet av "all fredlig mänsklig handling som är förbjuden av staten".
Termen är en förkortning för kontraetablissemangsekonomi och kan även kallas kontrapolitik. kontraekonomi integrerades av Schulman i Konkins agorismdoktrin, en vänsterlibertariansk socialfilosofi och gren av vänstermarknadsanarkism som förespråkar skapandet av ett samhälle där alla relationer mellan människor är frivilliga utbyten.
Inom libertarianismen i USA har kontraekonomi anammats av anarkokapitalister,[källa behövs] vänsterorienterade marknadsanarkister, såväl som mer antikapitalistiska anarkister.

## Ursprung
Den första presentationen av teorin om kontraekonomi gjordes av Samuel Edward Konkin III vid en konferens organiserad av J. Neil Schulman 1974 i Cheshire, Massachusetts.[källa behövs] Den första boken som framställde kontraekonomi som en strategi för att uppnå ett libertarianskt samhälle var Schulmans roman Vid sidan av natten (1979).

## Förhållande till agorism
Konkins agorism, som den beskrivs i hans New Libertarian Manifesto, postulerar att den korrekta metoden för att uppnå ett frivilligt samhälle är genom förespråkande och utveckling av den underjordiska ekonomin eller "svarta marknaden" – "kontraekonomi" som Konkin uttryckte det – tills en sådan punkt att statens upplevda moraliska auktoritet och rena makt har undergrävts så grundligt att revolutionära marknadsanarkistiska juridiska och säkerhetsföretag kan uppstå från underjorden och i slutändan undertrycka regeringen som en kriminell verksamhet (där beskattning behandlas som stöld, krig behandlas som massmord, et cetera).
Enligt Konkins pamflett Counter-Economics:
| ” | Kontraekonomi är summan av all icke-aggressiv mänsklig handling som är förbjuden av staten. Kontraekonomi är studiet av kontraekonomin och dess praktiker. Kontraekonomin inkluderar den fria marknaden, den svarta marknaden, den "underjordiska ekonomin", alla handlingar av civil och social olydnad, alla handlingar av förbjuden association (sexuell, rasistisk, tvärreligiös) och allt annat som staten, när som helst eller tidpunkt, väljer att förbjuda, kontrollera, reglera, beskatta eller tullbelägga. Kontraekonomin utesluter alla statligt godkända handlingar ("den vita marknaden") och den röda marknaden (våld och stöld som inte är godkända av staten). | „ |

Enligt Konkin möjliggör kontraekonomi också omedelbar självbefrielse från statliga kontroller, i vilken grad det är praktiskt möjligt, genom att tillämpa entreprenöriell logik för att rationellt bestämma vilka lagar som diskret ska brytas och när. Den grundläggande principen är att handla risk för vinst, även om vinst kan hänvisa till vilken vinst som helst i uppfattat värde snarare än strikt monetära vinster (som en konsekvens av den subjektiva värdeteorin).
Frivilliga metoder inom kontraekonomi inkluderar:
- Byteshandel och användning av alternativ valuta
- Illegal invandring eller anställning av illegala invandrare
- narkotikahandel
- Utbyte av matkuponger
- Smuggling
- Familjebruk
- Skattebrott
- Prostitution

## Strategi
Enligt Per Bylund tillämpar kontraekonomi två grundläggande strategier för att befria människor från staten, vertikala eller introverta och horisontella eller extroverta, med argumentet:
| ” | Det första receptet ger instruktioner för hur man kan bryta sig fri vertikalt genom att bygga en decentraliserad infrastruktur för fria samhällen och helt undvika staten och dess centraliserade "lösningar". Det andra receptet förespråkar att man bryter sig fri horisontellt genom att använda sitt personliga nätverk av vänner och kollegor, och göra affärer utanför statens räckhåll. Man skulle också kunna kalla dessa recept eller strategier för de introverta och extroverta lösningarna på vårt metodologiska problem. | „ |

### Vertikal eller introvert
Den vertikala eller introverta strategin riktar sig mot individer som koncentrerar sig på decentraliserad lokal infrastruktur i motsats till expansiva statliga stiftelser och förklaras som sådan:
| ” | Vad detta i praktiken innebär är att skapa lokala eller grannskapsbaserade nätverk för självförsörjning, där människor i närheten samlas för att hitta sätt att producera det som behövs för överlevnad och ett gott liv. Det innebär att skapa lokala produktionsanläggningar och marknader utan effektiva statliga regleringar och utan statens vetskap. | „ |

Frivillig associering mellan de som ingår i ett samhälle är avgörande för detta koncept. Bylund anser att utveckling av metoder för att avstå från beroendet av statliga tjänster och bli självförsörjande kan vara en effektiv åtgärd för att uppnå fria marknadsprocesser.[källa behövs] Samhällsteknologi är ett exempel på denna strategi.[källa behövs] Bylund nämner Karl Hess ansträngningar att omvandla ett grannskap i Washington, DC, vilket återspeglar dessa principer som ett primärt exempel. Hess satte upp växthus ovanpå tillgängliga tak och använde delar från gamla tvättmaskiner för att bygga en fiskodlingsanläggning i en byggnadskällare. 

### Horisontell eller extrovert
Den horisontella eller extroverta strategin tillämpar individer som aktivt skapar svarta marknadsnätverk och strukturer som kan sträckas bortom grannskapsgemenskapernas fokus i den vertikala strategin, med Bylund som argumenterar enligt följande:
| ” | Vad det i grund och botten föreslår är att handla med personer du känner och personer som rekommenderas till dig. Allt detta kan göras i vilken skala man än finner lämplig, med hjälp av tillgänglig teknik som internet och t.ex. eBay för kommunikation och pengatransaktioner. Ett första steg kan vara att anlita grannbarnen för att klippa gräsmattan eller sitta barnvakt. Det behöver inte vara särskilt sofistikerat till en början. Detta tillvägagångssätt borde komma naturligt för libertarianer, eftersom det helt enkelt innebär att utöva handel utan att bry sig om statliga regler eller betala skatt. De flesta människor är villiga att byta varor och tjänster utan att registrera moms, vilket är en bra början. Vissa av dem kommer också att finna det i sitt intresse att göra detta i större skala, producera och distribuera varor och tjänster utan att någonsin betala skatt eller följa onödiga statliga regler och kontroller. Och de flesta bryr sig egentligen inte om statliga standarder om de litar på sin leverantör. | „ |